# Ibidorhyncha struthersii
El picoibis  (Ibidorhyncha struthersii) es una especie de ave caradriforme de la familia Ibidorhynchidae, siendo su único miembro.

## Descripción
Esta ave es inconfundible. El adulto es gris con vientre blanco, patas rojas, pico largo y curvado hacia abajo, la cara negra y el pecho con una banda negra. Los jóvenes no tienen el color negro en la cara y el pecho, y el pico es más opaco. Los adultos en reproducción tienen patas rojas brillantes y en los inmaduros son de color sepia. A pesar de su apariencia espectacular pasa desapercibido en su ambiente rocoso.
Su llamado es un resonante ‘kliu-kliu’ similar al del archibebe claro.

## Taxonomía
La posición taxonómica de la familia todavía no es clara. Puede estar relacionada con los ostreros y las avocetas. Para una clasificación alternativa de los Charadriiformes véase la taxonomía de Sibley-Ahlquist.

## Distribución
Vive en las riberas de guijarros de las mesetas altas de Asia Central y el Himalaya.

## Comportamiento
Se alimentan sondeando con el pico bajo las piedras o gravillas de los lechos fluviales. Pone cuatro huevos en el suelo escarbado.